# Park Kye-hoon
Park Kye-hoon (* 9. Februar 1992 in Gyeongsang) ist ein südkoreanischer Eishockeytorwart, der seit 2017 für das Team Daemyung Sangmu spielt.

## Karriere
Park Kye-hoon begann seine Karriere in der Mannschaft der Gyeong-seong Highschool. Seit 2011 steht er für die Mannschaft der Korea University in der südkoreanischen Collegeliga im Kasten. 2014 wurde er zum besten Torhüter und zum wertvollsten Spieler des College Cups gewählt. Von 2016 bis 2017 stand er bei High1 in der Asia League Ice Hockey unter Vertrag, bevor er zum Militärklub Daemyung Sangmu wechselte.

### International
Auf internationaler Ebene vertrat Park Kye-hoon sein Heimatland sowohl im Junioren- als auch Seniorenbereich. So spielte er bei der U18-Weltmeisterschaft der Division I 2010. Ebenso hütete er bei der U20-Weltmeisterschaft der Division II 2012, als er mit der zweitbesten Fangquote aller Torhüter des Turniers zum besten Spieler seiner Mannschaft gekürt wurde, und beim U20-Turnier des Challenge Cups of Asia 2012 das Tor der Südkoreaner.
Für die Herren-Auswahl Südkoreas nahm er erstmals an der Weltmeisterschaft 2015 teil, als er beim 7:3-Auftaktspiel gegen Estland eingesetzt wurde und so zum Aufstieg der Asiaten von der B- in die A-Gruppe der Division I beitrug. Bei den Winter-Asienspielen 2017 belegte er mit den Südkoreanern Platz zwei hinter Kasachstan, ohne jedoch selbst zum Einsatz gekommen zu sein. Bei den Olympischen Winterspielen 2018 im eigenen Land gehörte er ebenfalls zum Kader der Südkoreaner, kam aber erneut nicht zum Einsatz.

## Erfolge und Auszeichnungen
- 2014 Bester Torhüter und wertvollster Spieler des südkoreanischen College Cups
- 2015 Aufstieg in die Division I, Gruppe A, bei der Weltmeisterschaft der Division I, Gruppe B
- 2017 Silbermedaille bei den Winter-Asienspielen